# سیاه‌گوش (آلبوم)
سیاه‌گوش (به انگلیسی: Caracal) دومین آلبوم استودیویی اثر گروه دو نفره موسیقی الکترونیک انگلیسی دیسکلوژر است. آلبوم در تاریخ ۲۵ سپتامبر ۲۰۱۵ توسط پی‌ام‌آر رکوردز و آیلند رکوردز منتشر شد. آلبوم با ۵ تک‌آهنگ پشتیبانی شد.
سیاه‌گوش در پنجاه و هشتمین مراسم جایزه گرمی نامزد دریافت بهترین آلبوم رقص/الکترونیکی شد.